# Fourth Division 1985-1986
La Fourth Division 1985-1986 è stato il 28º campionato inglese di calcio di quarta divisione. Il titolo di campione di lega è stato vinto per la prima volta dallo Swindon Town, che è salito in Third Division insieme a Chester City (2º classificato), Mansfield Town (3º classificato) e Port Vale (4º classificato, alla quarta promozione in terza divisione della sua storia).
Capocannonieri del torneo sono stati Steve Taylor (Rochdale) e Richard Cadette (Southend United) con 25 reti a testa.

## Stagione

### Novità
Al termine della stagione precedente insieme ai campioni di lega del Chesterfield, salirono in Third Division anche: il Blackpool (2º classificato), il Darlington (3º classificato) ed il Bury (4º classificato)
Queste squadre furono rimpiazzate dalla quattro retrocesse provenienti dalla serie superiore: Burnley (che in precedenza fu per due volte campione d'Inghilterra), Preston North End (vincitore delle prime due edizioni del titolo nazionale), entrambi scesi per la prima volta nel quarto livello del calcio inglese, Leyton Orient (anche per i londinesi si trattò della prima partecipazione alla quarta divisione) e Cambridge United (alla seconda retrocessione consecutiva).
L'Halifax Town, lo Stockport County, il Northampton Town ed il Torquay United che occuparono le ultime quattro posizioni della classifica, vennero rieletti in Football League dopo una votazione che ebbe il seguente responso:
| Club             | Lega                    | Voti | Verdetto   |
| ---------------- | ----------------------- | ---- | ---------- |
| Northampton Town | Fourth Division         | 52   | Rieletto   |
| Stockport County | Fourth Division         | 50   | Rieletto   |
| Torquay United   | Fourth Division         | 50   | Rieletto   |
| Halifax Town     | Fourth Division         | 48   | Rieletto   |
| Bath City        | Alliance Premier League | 8    | Non Eletto |

### Formula
Le prime quattro classificate venivano promosse in Third Division, mentre le ultime quattro erano sottoposte al processo di rielezione.

## Squadre partecipanti
| Squadra             | Città                    | Stadio            | Stagione precedente                     |
| ------------------- | ------------------------ | ----------------- | --------------------------------------- |
| Aldershot           | Aldershot                | Recreation Ground | 13º posto in Fourth Division            |
| Burnley             | Burnley                  | Turf Moor         | 21º posto in Third Division, retrocesso |
| Chester City        | Chester                  | Sealand Road      | 16º posto in Fourth Division            |
| Cambridge United    | Cambridge                | Abbey Stadium     | 24º posto in Third Division, retrocesso |
| Colchester United   | Colchester               | Layer Road        | 7º posto in Fourth Division             |
| Crewe Alexandra     | Crewe                    | Gresty Road       | 10º posto in Fourth Division            |
| Exeter City         | Exeter                   | St James Park     | 18º posto in Fourth Division            |
| Halifax Town        | Halifax                  | The Shay          | 21º posto in Fourth Division, rieletto  |
| Hartlepool United   | Hartlepool               | Victoria Park     | 19º posto in Fourth Division            |
| Hereford United     | Hereford                 | Edgar Street      | 5º posto in Fourth Division             |
| Leyton Orient       | Londra (Leyton)          | Brisbane Road     | 22º posto in Third Division, retrocesso |
| Mansfield Town      | Mansfield                | Field Mill        | 14º posto in Fourth Division            |
| Northampton Town    | Northampton              | County Ground     | 23º posto in Fourth Division, rieletto  |
| Peterborough United | Peterborough             | London Road       | 11º posto in Fourth Division            |
| Port Vale           | Stoke on Trent (Burslem) | Vale Park         | 12º posto in Fourth Division            |
| Preston North End   | Preston                  | Deepdale          | 23º posto in Third Division, retrocesso |
| Rochdale            | Rochdale                 | Spotland Stadium  | 17º posto in Fourth Division            |
| Scunthorpe United   | Scunthorpe               | Old Showground    | 9º posto in Fourth Division             |
| Southend Utd        | Southend on Sea          | Roots Hall        | 20º posto in Fourth Division            |
| Stockport County    | Stockport                | Edgeley Park      | 22º posto in Fourth Division, rieletto  |
| Swindon Town        | Swindon                  | County Ground     | 8º posto in Fourth Division             |
| Torquay United      | Torquay                  | Plainmoor         | 24º posto in Fourth Division, rieletto  |
| Tranmere Rovers     | Birkenhead               | Prenton Park      | 6º posto in Fourth Division             |
| Wrexham             | Wrexham                  | Racecourse Ground | 15º posto in Fourth Division            |

## Classifica finale
|  | Pos. | Squadra          | Pt  | G  | V  | N  | P  | GF | GS | DR  |
|  | ---- | ---------------- | --- | -- | -- | -- | -- | -- | -- | --- |
|  | 1    | Swindon Town     | 102 | 46 | 32 | 6  | 8  | 82 | 43 | +39 |
|  | 2    | Chester City     | 84  | 46 | 23 | 15 | 8  | 83 | 50 | +33 |
|  | 3    | Mansfield Town   | 82  | 46 | 23 | 12 | 11 | 74 | 47 | +27 |
|  | 4    | Port Vale        | 79  | 46 | 21 | 16 | 9  | 67 | 37 | +30 |
|  | 5    | Leyton Orient    | 72  | 46 | 20 | 12 | 14 | 79 | 64 | +15 |
|  | 6    | Colchester Utd   | 70  | 46 | 19 | 13 | 14 | 88 | 63 | +25 |
|  | 7    | Hartlepool Utd   | 70  | 46 | 20 | 10 | 16 | 68 | 67 | +1  |
|  | 8    | Northampton Town | 64  | 46 | 18 | 10 | 18 | 79 | 58 | +21 |
|  | 9    | Southend Utd     | 64  | 46 | 18 | 10 | 18 | 69 | 67 | +2  |
|  | 10   | Hereford Utd     | 64  | 46 | 18 | 10 | 18 | 74 | 73 | +1  |
|  | 11   | Stockport County | 64  | 46 | 17 | 13 | 16 | 63 | 71 | –8  |
|  | 12   | Crewe Alexandra  | 63  | 46 | 18 | 9  | 19 | 54 | 61 | –7  |
|  | 13   | Wrexham          | 60  | 46 | 17 | 9  | 20 | 68 | 80 | –12 |
|  | 14   | Burnley          | 59  | 46 | 16 | 11 | 19 | 60 | 65 | –5  |
|  | 15   | Scunthorpe Utd   | 59  | 46 | 15 | 14 | 17 | 50 | 55 | –5  |
|  | 16   | Aldershot        | 58  | 46 | 17 | 7  | 22 | 66 | 74 | –8  |
|  | 17   | Peterborough Utd | 56  | 46 | 13 | 17 | 16 | 52 | 64 | –12 |
|  | 18   | Rochdale         | 55  | 46 | 14 | 13 | 19 | 57 | 77 | –20 |
|  | 19   | Tranmere         | 54  | 46 | 15 | 9  | 22 | 74 | 73 | +1  |
|  | 20   | Halifax Town     | 54  | 46 | 14 | 12 | 20 | 60 | 71 | –11 |
|  | 21   | Exeter City      | 54  | 46 | 13 | 15 | 18 | 47 | 59 | –12 |
|  | 22   | Cambridge Utd    | 54  | 46 | 15 | 9  | 22 | 65 | 80 | –15 |
|  | 23   | Preston N.E.     | 43  | 46 | 11 | 10 | 25 | 54 | 89 | –35 |
|  | 24   | Torquay Utd      | 37  | 46 | 9  | 10 | 27 | 43 | 88 | –45 |

Legenda:
      Promosso in Third Division 1986-1987.
      Rieletto nella Football League.
Regolamento:
Tre punti a vittoria, uno a pareggio, zero a sconfitta.
A parità di punti le squadre venivano classificate secondo la differenza reti.
Note:

Exeter City e Cambridge United costrette alla rielezione per peggior differenza reti rispetto agli ex aequo Tranmere Rovers ed Halifax Town.